# David Riddell
David Riddell (født i Elgin, Skotland, 31. januar 1960) er en dirigent bosat i Randers, Danmark. Uddannet ved The University of St. Andrews, The University of Edinburgh og Guildhall School of Music and Drama i London. Har dirigeret de fleste danske symfoniorkestre og har arbejdet ved bl.a. Aarhus Sommeropera og Den Jyske Opera. Har siden 1989 været kunstnerisk leder af Aarhus Sommeropera og siden 1993 chefdirigent og musikchef for Randers Kammerorkester. I Storbritannien har Riddell optrådt med bl.a. The Northern Sinfonia, English Touring Opera, Scottish Opera og The Garden Venture (Royal Opera, Covent Garden), og han har ligeledes dirigeret i Estland, Frankrig, Island, Norge, Rusland, Sverige og Tyskland.
Riddell har indspillet flere cd'er med Randers Kammerorkester, og han har foretaget en række indspilninger i den omfattende Lumbye-produktion med Tivolis Symfoniorkester.
Riddell har optrådt med danske og udenlandske musikere, deriblandt tenoren José Carreras, fløjtenisten Sir James Galway, sopranen Barbara Hendricks, sangeren Povl Dissing, guitaristen Kaare Norge og violinisten Kim Sjøgren.
Riddell er aktiv som komponist og arrangør, og han har undervist på The University of St. Andrews, Guildhall School of Music and Drama, Det Kongelige Danske Musikkonservatorium, Operaakademiet og Nordjysk Musikkonservatorium.